# Marcin Kozdraś
Marcin Kozdraś (ur. 17 kwietnia 1987 w Gorzowie Wielkopolskim) – polski żużlowiec.

## Kariera zawodnicza

### Kluby
Reprezentował kluby: Stal Gorzów Wielkopolski (2004-2005), Orzeł Łódź (2006-2007), Start Gniezno (2008), Newsport Waps (2008), Kolejarz Rawicz (2009), PK Pilzno (2009), MK Elgane (2009), Polonia Piła (2010) i Outrup Speedway Club (2010). Startował w rozgrywkach ligi angielskiej w 2008 roku, w barwach klubu z Newport.

### Mistrzostwa
Dwukrotny finalista Młodzieżowych Drużynowych Mistrzostw Polski na Żużlu w:
- 2004, Tarnów - II miejsce
- 2005, Rzeszów - VI miejsce.

Wystąpił również w finale rozgrywek o Srebrny Kask w 2007 roku - XVI miejsce.
W roku 2011 zakończył karierę żużlową.